# アリン・コナケ
アリン・コナケ（Alin Conache、2002年5月7日 - ）は、スーペルリーガ、CSAステアウア・ブクレシュティに所属するラグビーユニオン選手。

## プロフィール
- ルーマニア・スチャヴァ出身[1]。
- ポジションはスクラムハーフ(SH)。
- 身長 170cm、体重 72kg
- 兄のガブリエルもラグビー選手[2]。
- ルーマニア代表キャップは19（2024年12月現在）でラグビーワールドカップ2023のルーマニア代表に選ばれた[3]。

## 略歴
RCグラ・フモルルイ、SCMラグビー・ティミショアラを経て、2023年、CSAステアウア・ブクレシュティに加入。